# Зерноїд бурогузий
Зерноїд бурогузий (Sporophila torqueola) — вид горобцеподібних птахів родини саякових (Thraupidae). Ендемік Мексики.

## Опис
Довжина птаха становить 10-11 см. Виду притаманний статевий диморфізм. У самців голова переважно чорна, спина і крила чорнуваті або бурі, нижня частина тіла рудувата або жовтувата, на шиї і горлі білий "комір". Голова може бути як повністю, так і частково чорною, груди можуть бути чорнуватими. Дзьоб великий, міцний, округлий і товстий біля основи, чорний. Забарвлення самиці переважно коричневе, нижня частина тіла у них світліша, живіт і крила мають золотистий відтінок. Навколо очей світлі кільця.
Бурогузі зерноїди мають привабливий, мелодійний спів, що нагадує спів канарки. Через це цих птахів часто утримують в неволі.

## Підвиди
Виділяють два підвиди:
- S. t. atriceps (Baird, SF, 1867) — західна Мексика (від центрального Сіналоа до північного Халіско), а також на крайньому півдні Каліфорнійського півострова;
- S. t. torqueola (Bonaparte, 1850) — південно-західна і центральна Мексика (від Халіско до Гуанахуато, західної Пуебли і південної Оахаки).

Білошиїй зерноїд раніше вважався підвидом бурогузого зерноїда, однак за результатами дослідження, опублікованого у 2018 році, був визнаний окремим видом.

## Поширення і екологія
Бурогузі зерноїди мешкають в чагарникових заростях, на луках, полях, пасовищах і в садах. Віддають перевагу вологим саванам, порослим гірчаком (Polygonum). Живляться насінням, а також комахами і ягодами. Сезон розмноження триває з квітня по грудень. Гніздо чашоподібне, зроблене з рослинних волокон і корінців, розміщується в чагарниках або на дереві. В кладці 2 блакитнувато-сірих яйця, поцяткованих коричневими плямками.

## Збереження
МСОП класифікує цей вид як такий, що не потребує особливих заходів зі збереження. За оцінками дослідників, популяція бурогузих зерноїдів становить приблизно 5,8 мільйонів птахів. Популяція поступово зростає.